# Fokker 100
Fokker 100 (Фоккер 100) — середньомагістральний пасажирський літак.
Fokker 100 — найбільший серійний літак нідерландської авіабудівної компанії з однойменною назвою.
Fokker 100 є вузькофюзеляжним середньомагістральним реактивним літаком, що вміщує до 107 пасажирів (звідси і цифра 100 в назві) і призначений для виконання коротких та середніх рейсів. Основою для даного літака послужив планер Fokker F28 тієї ж компанії. У розроблюваній моделі був подовжений фюзеляж на 5,51 метра, що дозволило збільшити кількість пасажирів до 107 осіб замість 85 осіб в моделі F28-4000. У зв'язку з подовженням фюзеляжу була змінена механізація крила для підвищення підйомної сили при зльоті та посадці. Розмах крил F100 порівняно з F28 збільшився майже на 3 метри. У «сотки» він становить 28,08 метрів, а у «двадцять восьмого» 25,1 метра. Також було змінено внутрішнє обладнання, в тому числі й інтер'єр кабіни.
У Fokker 100 в якості силової установки використовуються два турбовентиляторні двигуни Rolls-Royce Tay Mk 620-15, кожен тягою 61,6 кН або ж два Rolls-Royce Tay Mk 650-15, тягою 67,2 кН кожен.
Перший політ Fokker 100 відбувся 30 листопада 1986 року, сертифікація була завершена в листопаді 1987 року, а перші постачання авіакомпанії Swissair, що стала першим експлуатантом серійної моделі F100, почалися вже в лютому 1988 року.
Низькі експлуатаційні витрати і практична відсутність конкуренції в даному класі зробили його одним з найбільш затребуваних літаків в кінці 1980-х років, аж до появи удосконалених машин сімейств Bombardier CRJ200 та Embraer ERJ 145.
Хоча літак і був успішним на ринку, але через малоефективний менеджмент компанія продовжувала втрачати гроші й остаточно збанкрутувала в березні 1996 року.
Виробництво літаків Fokker-100 завершилося в 1997 році, всього було вироблено 283 повітряних судна. Станом на серпень 2006 року, 229 літаків Fokker 100 залишалися в експлуатації у 47 авіакомпаній світу.

## Авіакомпанії, що використовують літак
- Aero Mongolia
- Air Affaires Gabon
- Air Bagan
- Air Burkina
- Air Ivoire
- Air Niugini
- Alitalia
- Alliance Airlines
- Alpi Eagles

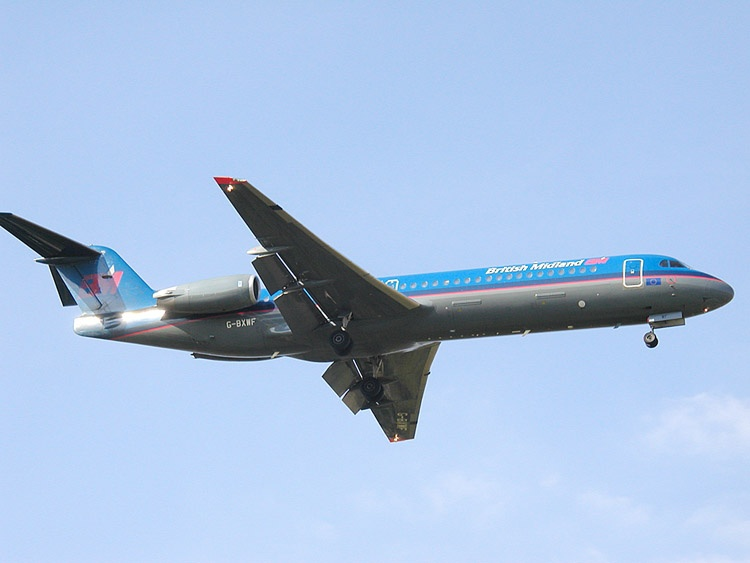
Fokker 100 авіакомпанії BMI

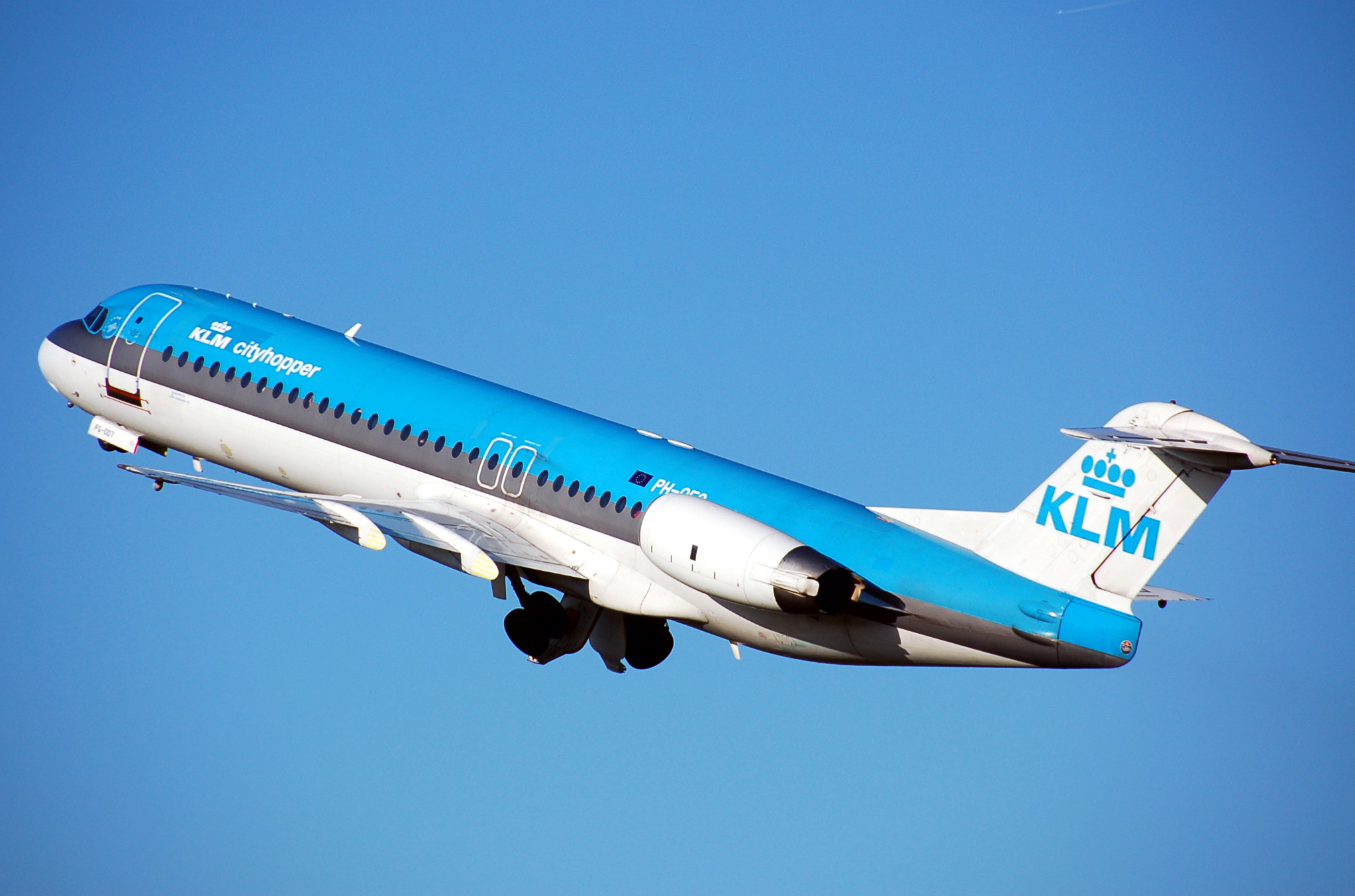
Fokker 100 авіакомпанії KLM

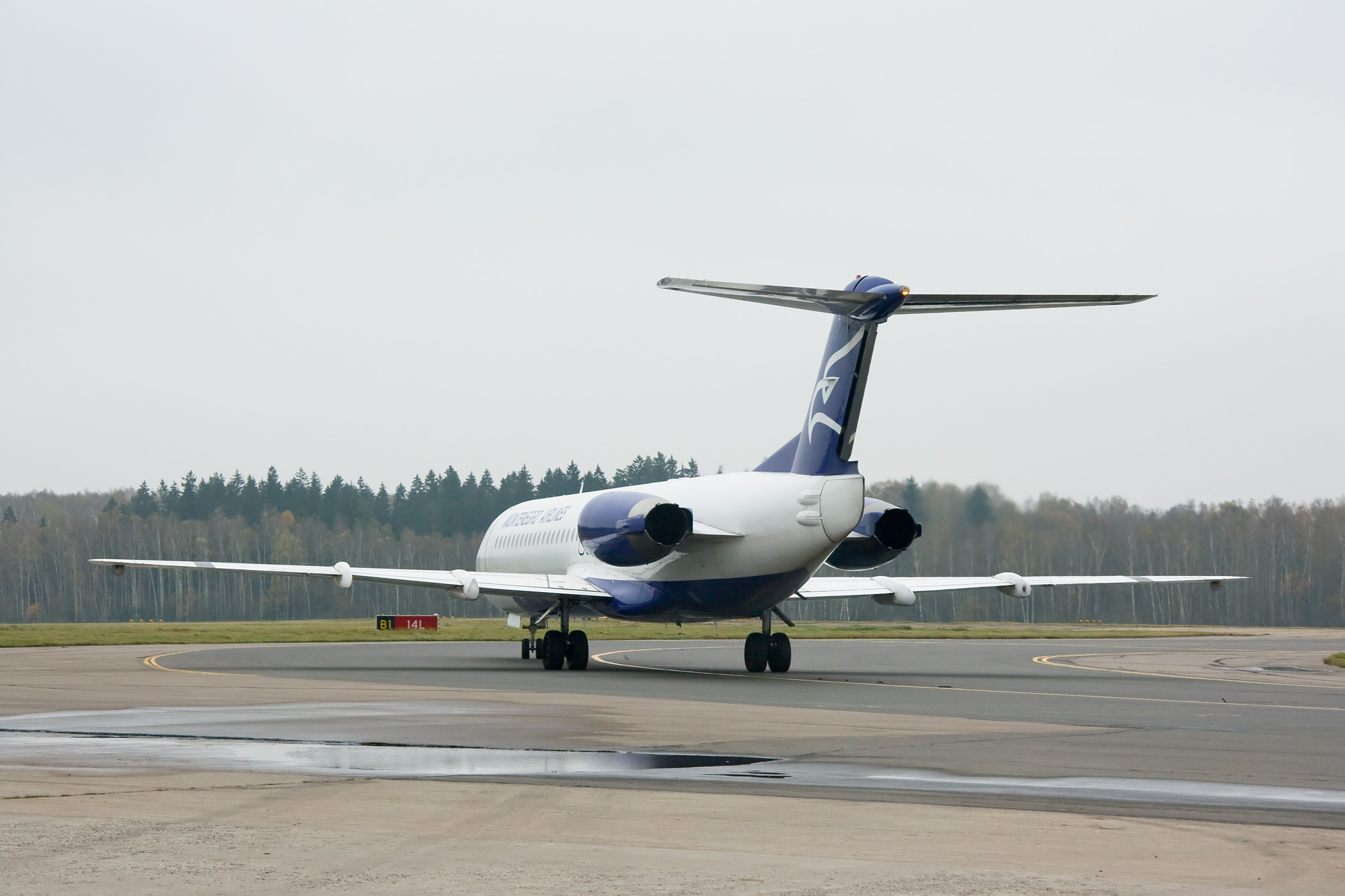
Fokker 100 авіакомпанії Montenegro Airlines в Аеропорту Домодєдово

- Austrian Airlines (у дочірній компанії Austrian Arrows)
- Avianca (включаючи OceanAir)
- Bek Air
- Blue Line
- Brit Air
- Carpatair
- Contact Air (Lufthansa Regional)
- Cosmic Air
- Dutch Antilles Express
- GAE Aviation
- Helvetic Airways
- Inter Airlines
- Iran Air
- Iran Aseman Airlines
- IRS Airlines
- Kish Air
- KLM Cityhopper
- Lufthansa
- Mandarin Airlines
- Merpati Nusantara Airlines
- MexicanaClick
- Mjet GmbH (Австрія)
- Moldavian Airlines
- Montenegro Airlines
- Network Aviation (Австралія)
- OceanAir (Бразилія)
- Portugália
- PT Pelita, Air Service (Індонезія)
- PT Transwisata Prima Aviation (Індонезія)
- Régional
- Skywest Airlines (Австралія)
- Spanair
- Swiss International Air Lines
- TAM Airlines (Меркосур)
- Trade Air
- Tyrolean Airways
- Yeongnam Air

Основні оператори 229 літаків Fokker 100 (на листопад 2008): MexicanaClick (26), Alliance Airlines (11),Avianca (29), Iran Air (18), Alpi Eagles (10), Iran Aseman Airlines (12), Austrian Arrows (16), Brit Air (13), KLM Cityhopper (20), Régional (10), і Skywest Airlines (8), Bek Air (7), Air Berlin (6), Air Niugini (6). Решта 29 авіакомпаній експлуатують меншу кількість літаків даного типу.

## Компанії, що раніше використовували літак
- Air Berlin
- Air Europe
- Air Littoral
- American Airlines
- Palair Macedonian Airlines
- Air Gabon
- Flight West Airlines
- Germania
- Girjet
- Korean Air
- Mexicana
- Midway Airlines
- Swissair
- TAM Airlines
- TAT
- US Airways
- EUjet
- Jetsgo

## Втрати літаків
Всього було втрачено 11 літаків типу Fokker 100, сталося чотири аварії з його участю:
| Дата       | Бортовий номер | Місце аварії     | Жертви   | Короткий опис |
| ---------- | -------------- | ---------------- | -------- | --- |
| 05.03.1993 | PH-KXL         | Скоп'є           | 83/97    | Розбився при наборі висоти через обледеніння крила.                                                                                                 |
| 31.10.1996 | PT-MRK         | Сан-Паулу        | 3+96/96  | Самовільне включення реверса правого двигуна під час набору висоти, через деякий час літак упав на густозаселений житловий район.                   |
| 15.01.1998 | EP-IDC         | поблизу Ісфагана | 0/113    | Сів на висохле русло річки за 10 км від аеропорту. Проданий на запчастини.                                                                          |
| 23.05.2001 | N1419D         | Даллас           | 0/92     | При посадці підламалась стійка шасі. Заводський. |
| 30.08.2002 | PT-MQH         | Бірігуї          | 0/29     | Витік палива й зупинка двигунів під час польоту, вимушено сів в полі.                                                                               |
| 30.08.2002 | PT-MRL         | Сан-Паулу        | 0/38     | Відмова гідравліки, посадка з невипущеним шасі. |
| 29.06.2005 | 5N-COO         | Лагос            | 0/91     | Проблеми з гідравлікою, при посадці підломилась стійка шасі.                                                                                        |
| 25.01.2007 | F-GMPG         | По               | 1+0/54   | На зльоті в умовах обледеніння літак втратив стійкість. Зліт було перервано, лайнер викотився за ЗПС і врізався у вантажівку.                       |
| 29.06.2007 | TU-VAA         | Буаке            | 4/н.д.   | Борт прем'єр-міністра Кот-д’Івуару. Після посадки під час руху до перону був обстріляний з реактивних гранатометів, прем'єр-міністр вижив.          |
| 02.01.2008 | EP-IDB         | Тегеран          | 0/59     | При зльоті під час хуртовини зійшов зі ЗПС і загорівся.                                                                                             |
| 26.08.2010 | EP-ASL         | Тебриз           | 0/110    | Після посадки викотився за межі ЗПС у канаву. |
| 25.12.2012 | XY-AGC         | поблизу Хехо     | 1+1/71   | За умов густого туману здійснив грубу посадку на дорогу замість ЗПС і загорівся.                                                                    |
| 29.03.2014 | Бразилія       | Бразиліа         | 0/49     | Відмова гідравліки, посадка з невипущеним шасі. |
| 10.05.2014 | EP-ASZ         | Мешхед           | 0/103    | Вимушена посадка через те, що ліва стійка шасі не прибралася.                                                                                       |
| 11.05.2014 | 5N-SIK         | Ґанла            | 0/2      | Жорстка посадка. |
| 27.03.2016 | UP-F1012       | Астана           | 0/121    | Аварійна посадка з невипущеною передньою стійкою шасі. Конструктивно-виробничий дефект троса приводу гідроагрегата управління випуском стійок шасі. |
| 27.12.2019 | UP-F1007       | Алма-Ата         | 1+11/100 | Розбився незабаром після зліт. Розслідування продовжується.                                                                                         |

- 14 вересня 2009 року Fokker 100 авіакомпанії Contact Air вилетів з берлінського аеропорту «Тегель» і здійснив аварійну посадку в аеропорту Штутгарта. Ніхто з пасажирів серйозно не постраждав, літак отримав важкі ушкодження. Одним з пасажирів був видатний німецький політик — один з лідерів СДПН Франц Мюнтеферінг.

## Льотно-технічні характеристики
Основні характеристики
- Екіпаж: 2 особи
- Пасажиромісткість: 85-119 осіб
- Вантажопідйомність: 11563 кг
- Довжина: 35,53 м
- Висота: 8,5 м
- Розмах крила: 28,08 м

- Площа крила: 93,5 м²
- Маса порожнього: 24,272 кг
- Маса спорядженого: 43,390 кг
- Нормальна злітна маса: 43,920 кг
- Максимальна злітна маса: 44,450 кг
- Силова установка: 2 × ТРД

Льотні характеристики
- Крейсерська швидкість: 755 км/год.
- Практична дальність: 3111 км